# كازو كوميا
كازو كوميا (باليابانية: 小宮 和枝) (مواليد 12 يوليو 1952 م) هي مؤدية أصوات يابانية.

## الأعمال

### مسلسلات أنمي تلفزيونية
- الخيميائي الفولاذي
- مونستر
- يوغي GX

### دبلجة
- 24
- كوري إن ذا هاوس
- ربات بيوت يائسات
- دارما
- موت قاسي مع انتقام
- إي آر
- هاري بوتر وجماعة العنقاء
- غرفة الذعر
- هروب الدجاج

## وصلات خارجية
- كازو كوميا على موقع IMDb (الإنجليزية)
- كازو كوميا على موقع قاعدة بيانات الفيلم (الإنجليزية)
- كازو كوميا على موقع ANN person (الإنجليزية)
- كازو كوميا  في شبكة أخبار الأنمي